# تاچ‌بک (فیلم)
تاچ‌بک (به انگلیسی: Touchback) فیلمی محصول سال ۲۰۱۲ و به کارگردانی دان هندفیلد است. در این فیلم بازیگرانی همچون ملانی لینسکی، مارک بلوکاس، کرت راسل، کریستین لاتی، سارا رایت، درو پاول و جیمز دووال ایفای نقش کرده‌اند.